# イヴァン・コトリャレーウシキー
イヴァン・コトリャレーウシキー（ウクライナ語：Іван Петрович Котляревський；1769年9月9日‐1838年11月10日）は、ウクライナの作家。近代ウクライナ文学の基盤となった『エネイーダ』の著者。

## 概要
1769年9月9日にコサック国家ポルターヴァ連隊ポルターヴァ市で、市役所の書記の家で生まれた。エカテリノスラフ中学校を出て、1780年から1789年にかけてポルターヴァ神学校で学んだ。卒業後、各地の地主の書記と家庭教師として務めた。1794年に文学活動を開始し、ウェルギリウスの『アエネーイス』をもとにウクライナ語の口語で書かれたパロディー叙事詩『エネイーダ』を書き始めた。1798年に『エネイーダ』の一部をサンクトペテルブルクで出版した。1796年から1808年にかけて将校として軍役を務め、露土戦争（1806年‐1812年）に従軍した。1809年に『エネイーダ』の第四章を刊行した（1842年にハルキウで全章出版）。1810年に貴族児童養護館の館長を務めた。1812年の露仏戦争の最中に第5コサック連隊を編成し、ロシア帝国軍の少佐となった。1817年にギリシアのサッポーの詩を翻訳した（1844年に出版）。1818年にフリーメイソンのロッジ「真理への愛」の会員となった。ポルターヴァ市立劇場の創立に関わり、1819年から1821年にかけて当劇場の監督を務めた。1819年に、ウクライナの近代戯文学の最古戯曲『ポルターヴァのナタールカ』・『魔法使いのモスカーリ人』を書いた（前者は1838年に、後者は1841年に出版）。1819年から1830年にかけてロシア帝国図書会ポルターヴァ支部の部長を務めながら、1827年からポルターヴァの市内の養護施設の管理者であった。ウクライナの民俗資料・伝承・神話を集め、自らの作品においてそれを利用した。1838年11月10日にポルターヴァで死去した。